# Pekka Pyykkö
Veli Pekka Pyykkö, född 12 oktober 1941 i Hinnerjoki, är en finländsk kemist och professor emeritus vid Helsingfors universitet.
Pyykkö blev filosofie doktor 1967. Han innehade 1964–1971 forskar- och stipendiatbefattningar i hemlandet, Danmark (Nordita) och Sverige. Han var 1972–1974 biträdande professor i fysik vid Jyväskylä universitet och 1974–1984 i kvantkemi och molekylär spektrometri vid Åbo Akademi. Därefter var han 1982–1984 tillförordnad svenskspråkig professor i kemi vid Helsingfors universitet och 1984–2009 professor. Åren 1995–2000 var han akademiprofessor vid Finlands Akademi. Perioden 2009–2012 var han ordförande för the International Academy of Quantum Molecular Science.
Pyykkö känd för sin modell för utvidgning av periodiska systemet benämnd Pyykkö-modellen. Han har skrivit mer än 300 vetenskapliga artiklar och också medverkat i böckerna Relativistic Theory of Atoms and Molecules I–III, Springer Verlag, Berlin, 1986, 1993 och 2000.
Pekka Pyykkö förutsade möjligheten för kemisk bindning mellan guld och den mycket inerta ädelgasen xenon. Denna bindning har senare visats existera i det katjoniska komplexet tetraxenonguld(II) (AuXe42+). Han förutsade också möjligheten för en trippelbindning mellan guld och kol, vilket senare bekräftats.
Pekka Pyykkö har erhållit ett flertal utmärkelser såsom A. I. Virtanen priset (1997), Alexander von Humboldt-stiftelsens forskningspris (2002) och Schrödingermedaljen (2012). Han har varit styrelseledamot i förlagsföreningen för den nordiska kemivetenskapliga tidskriften Acta Chemica Scandinavica. Han är utländsk ledamot av Kungliga Vetenskapsakademien. År 1989 utnämndes han till ledamot av Finska Vetenskapsakademien.